# Persistierende fetale Zirkulation
Die Persistierende fetale Zirkulation ist ein abnormal lange über den Zeitpunkt der Geburt hinaus fortbestehender fötaler Blutkreislauf mit offen bleibendem Foramen ovale und Ductus arteriosus als Rechts-links-Shunt an der nur gering durchbluteten Lunge vorbei. Die unzureichende Lungenfunktion führt zum Atemnotsyndrom des Neugeborenen. Die persistierende fetale Zirkulation ist mit pulmonaler Hypertonie assoziiert.
Synonyme sind: Syndrom der persistierenden fetalen Zirkulation; PFC-Syndrom, Persistierende pulmonale Hypertonie des Neugeborenen (PPHN)
Die Bezeichnung wurde bei einer Beschreibung aus dem Jahre 1972 durch W. M. Gersony und Mitarbeiter vorgeschlagen.
Häufige Ursache ist eine Hypoxie während des Geburtsvorganges mit folgender Azidose und Verengung der kleinen Lungengefäße. Meist handelt es sich um reife und/oder übertragene Neugeborene.

## Verbreitung
Die Häufigkeit wird mit 1 zu 1.500 Lebendgeborenen angegeben bzw. mit 1 bis 2 auf 1000 Lebendgeborenen.

## Einteilung
Je nach zugrundeliegender Ursache kann unterschieden werden:
- Primäre PFC mit abnormal verdickten Wänden der Lungengefäße, die einen vermehrten Perfusionswiderstand auch nach der Geburt aufweisen. Bei dieser idiopathischen Form sind keine auslösenden Faktoren bekannt.
- Sekundäre PFC (häufiger) aufgrund einer intrauterinen Hypoxie und Ischämie wegen einer Lungenerkrankung wie Mekoniumaspiration, Zwerchfellhernie, Atemnotsyndrom des Neugeborenen, Sepsis und Lungenembolie

## Klinische Erscheinungen
Klinische Kriterien sind:
- Respiratorische Insuffizienz mit Zyanose, mühsamer Atmung mit Einziehungen der Interkostalräume und stöhnender Exspiration

Es besteht eine Assoziation mit:
- perinataler Asphyxie
- Mekoniumaspiration
- Pneumonie
- Zwerchfellhernie und Lungenhypoplasie
- Hypoglykämie und Hypothermie

## Diagnose
Im Röntgenbild der Lunge ist die Lungendurchblutung vermindert, als typisch gilt die Unauffälligkeit des Bildes gegenüber dem Zustand des Kindes, in der Echokardiografie ist der Rechts-Links-Shunt erkennbar.

## Differentialdiagnose
Abzugrenzen sind:
- angeborene Herzfehler wie
  - komplette Lungenvenenfehlmündung
  - Trikuspidalatresie
  - Pulmonalatresie mit intaktem Ventrikelseptum
- Bronchopulmonale Dysplasie
- Lungensequester
- Lungenhypoplasie
- Sepsis
- Surfactant-Mangelsyndrom
- Metabolische Azidose

## Therapie
Die Behandlung besteht in künstlicher Beatmung und Gabe von Sauerstoff. Medikamente wie Stickstoffmonoxid, Prostazyklin und Tolazolin können zu einer Vasodilatation der Lunge führen.

## Geschichte
Die erste Beschreibung des Krankheitsbildes geht auf den Entdecker des Blutkreislaufes William Harvey zurück.
Erst viel später wurde das Krankheitsbild wieder erkannt durch die französischen Ärzte S. Novelo und Mitarbeiter im Jahre 1950 und durch J. Lind und C. Wegelius im Jahre 1952.